# Canon EOS R3
- -
Le Canon EOS R3 est un appareil photographique hybride destiné aux professionnels, fabriqué par le constructeur japonais Canon. Il a été annoncé le 14 septembre 2021 en même temps que deux objectifs RF.
Ses caractéristiques principales sont un capteur plein format 24 × 36 mm de 24 millions de pixels, un mode rafale jusqu'à 30 images par seconde, une prise de vues en vidéo pouvant atteindre une résolution de 6K sur 12 bits et une stabilisation d'image intégrée à l'appareil. Il s'agit du premier appareil Canon équipé d'un capteur empilé rétro-éclairé.
En juillet 2022, la mise à jour 1.2.0 du micrologiciel lui permet d'enregistrer jusqu'à 50 images dans un mode rafale personnalisable de 30 à 195 images par seconde en pleine définition aux formats JPEG, HEIF ou RAW,.